# Juan Vert
Juan Vert Carbonell (né à Carcaixent, province de Valence, le 22 avril 1890 et mort à Madrid le 16 février 1931) est un compositeur espagnol de zarzuelas.

## Biographie
Fils de Juan Bautista Vert et de Milagros Carbonell Esteve, il a été initié à la musique par son père, dès son enfance. À sa naissance, sa famille a quitté Carcaixent pour s'établir à Onteniente, cité où il a grandi, vécu et qu'il tenait comme son lieu d'origine. Il a commencé ses études de musique avec Enrique Casanova, directeur de la fanfare locale et organiste de l'église de la Asunción de Santa María. Quelques années après, il a continué en étudiant le piano, l'harmonie et la composition avec Manuel Ferrando au Collège de La Concepción, d'où il est sorti également bachelier.
À quatorze ans déjà, il jouait du violon et du piano et était premier violon de l'orchestre de Ontinyent. En dépit de son caractère timide et retiré, il est devenu l'attraction musicale des casinos de la Sociedad de Festeros del Santísimo Cristo de la Agonía et du Círculo Industrial. Après la mort de Ferrando, en 1908, il est entré au Conservatoire de Valence, où le maître Emilio Vega, avec qui il a maintenu une étroite amitié, a réussi à développer le sens lyrique de son élève.
En 1911, il est allé à Madrid et a étudié au Real Conservatorio Superior de Música, où il a obtenu le prix d'honneur en harmonie et composition. En 1916 il a épousé María Dolores Ortega.
La cité d'Ontinyent, sa petite patrie, a rendu divers hommages à Juan Bautista Vert, dont celui du 3 juin 1928. La Compañía Valenciana del Teatro Ruzafa a représenté La leyenda del beso sous la direction de Ramón Sancho.
Madrid lui a rendu hommage en 1930.
Le 16 février 1931, pendant qu'il écrivait La maja serrana, il est mort subitement à son domicile madrilène, 17 calle Trafalgar, à l'âge de quarante ans. Reveriano Soutullo, très ému par la disparition de son collaborateur, a renoncé à terminer ce qui aurait pu être leur dernière œuvre commune.

## Carrière
En 1917, on a créé sa première œuvre au Teatro de la Zarzuela: "Las vírgenes paganas". Après, il a composé "El versalles madrileño", sur un livret de García Álvarez et Muñoz Seca, et qui a été créée au teatro Apolo de Madrid. On a alors convaincu le compositeur Reveriano Soutullo de travailler avec Vert en faveur de ce genre lyrique, et ainsi tous deux ont décidé d'unir leurs inspirations.
Leur production en commun est abondante -31 zarzuelas- et cela constitue la dernière grande association d'auteurs dans l'histoire du genre. Leur première production a été représentée le 17 mai 1919 au Teatro Apolo de Madrid: la zarzuela "El capricho de una reina", sur un texte de Antonio Paso et Antonio Vidal. Leur premier grand succès a été La leyenda del beso en 1924. Le 26 octobre a été créée au théâtre de La latina de Madrid La del soto del parral, et l'œuvre a eu un tel succès que le 15 décembre de la même année, elle a été représentée également à l'Apolo durant une longue saison. Le 9 mars 1928, ils ont obtenu un nouveau succès avec El último romántico.

## Catalogue des œuvres
| Année | Œuvre                                                                                 | Type d'œuvre   | Librettiste                                     |
| ----- | ------------------------------------------------------------------------------------- | -------------- | ----------------------------------------------- |
| 1917  | Las vírgenes paganas.                                                                 | Zarzuela       | Enrique García Alvarez et Félix Garzo           |
| 1918  | El Versalles madrileño.                                                               | Zarzuela       | -                                               |
| 1919  | El capricho de una reina (en collaboration avec Reveriano Soutullo).                  | Zarzuela       | Antonio Paso et Antonio Vidal y Moya            |
| 1919  | La Garduña (en collaboration avec Soutullo).                                          | Zarzuela       | Antonio Paso et José Rosales Méndez             |
| 1919  | Justicias y ladrones (en collaboration avec Soutullo) .                               | Opérette       | -                                               |
| 1920  | La Guillotina (en collaboration avec Soutullo).                                       | Zarzuela       | Pastor                                          |
| 1920  | Guitarras y bandurrias (en collaboration avec Soutullo).                              | Zarzuela       | Francisco García Pacheco et Antonio Paso        |
| 1921  | Los hombrecitos (en collaboration avec Soutullo).                                     | Zarzuela       | Enrique Calonge                                 |
| 1921  | La Paloma del barrio (en collaboration avec Soutullo).                                | Zarzuela       | -                                               |
| 1921  | Las perversas (en collaboration avec Soutullo).                                       | Zarzuela       | Alfonso Lapena Casañas et Alfonso Muñoz         |
| 1922  | La venus de Chamberí (en collaboration avec Soutullo).                                | Zarzuela       | Fernando Luque                                  |
| 1923  | La conquista del mundo (en collaboration avec Soutullo).                              | Zarzuela       | Fernando Luque                                  |
| 1923  | La piscina del Buda (en collaboration avec Soutullo et Vicente Lleó).                 | Zarzuela       | Antonio Paso et Joaquín Dicenta                 |
| 1923  | El regalo de boda (en collaboration avec Soutullo).                                   | Zarzuela       | Fernando Luque                                  |
| 1924  | La leyenda del beso (en collaboration avec Soutullo).                                 | Zarzuela       | Enrique Reoyo, Antonio Paso et Silva Aramburu   |
| 1924  | La chica del sereno (en collaboration avec Soutullo).                                 | Zarzuela       | -                                               |
| 1925  | La casita del guarda (en collaboration avec Soutullo).                                | Zarzuela       | Enrique Calonge                                 |
| 1925  | Primitivo y la Gregoria o el amor en la Prehistoria (en collaboration avec Soutullo). | Zarzuela       | Fernando Luque et Enrique Calonge               |
| 1925  | Encarna, la misterio (en collaboration avec Soutullo).                                | Zarzuela       | Enrique Calonge et Fernando Luque               |
| 1927  | La del Soto del Parral (en collaboration avec Soutullo).                              | Zarzuela       | Anselmo C. Carreño et Luis Fernández de Sevilla |
| 1927  | El último romántico (en collaboration avec Reveriano Soutullo).                       | Zarzuela       | José Tellaeche                                  |
| 1928  | Las Maravillosas (en collaboration avec Soutullo) .                                   | Revue musicale | Antonio Paso et Tomás Borrás                    |
| 1930  | Las Pantorrillas (en collaboration avec Soutullo).                                    | Zarzuela       | Joaquin Mariño et Francisco García Loygorri     |
|       | El capricho de Margot (en collaboration avec Soutullo).                               | Zarzuela       | -                                               |
|       | Las aventuras de Colón.                                                               | Zarzuela       | -                                               |